# Soldiers Grove
Soldiers Grove és una població dels Estats Units a l'estat de Wisconsin. Segons el cens del 2000 tenia 653 habitants.

## Demografia
Segons el cens del 2000, Soldiers Grove tenia 653 habitants, 250 habitatges, i 166 famílies. La densitat de població era de 70,8 habitants per km².
Dels 250 habitatges en un 30,4% hi vivien nens de menys de 18 anys, en un 50,4% hi vivien parelles casades, en un 12% dones solteres, i en un 33,6% no eren unitats familiars. En el 30,8% dels habitatges hi vivien persones soles el 16% de les quals corresponia a persones de 65 anys o més que vivien soles. El nombre mitjà de persones vivint en cada habitatge era de 2,35 i el nombre mitjà de persones que vivien en cada família era de 2,88.
Per edats la població es repartia de la següent manera: un 24,7% tenia menys de 18 anys, un 3,8% entre 18 i 24, un 24% entre 25 i 44, un 18,4% de 45 a 60 i un 29,1% 65 anys o més.
L'edat mediana era de 43 anys. Per cada 100 dones de 18 o més anys hi havia 78,3 homes.
La renda mediana per habitatge era de 30.078 $ i la renda mediana per família de 34.531 $. Els homes tenien una renda mediana de 22.708 $ mentre que les dones 18.214 $. La renda per capita de la població era de 13.779 $. Aproximadament el 7,6% de les famílies i l'11,3% de la població estaven per davall del llindar de pobresa.

## Poblacions més properes
El següent diagrama mostra les poblacions més properes.